# Štefan Tomaš
Štefan (Stjepan ali Stefan) Tomaš Ostojić Kotromanić, kralj Bosne, * okoli 1411, † 10. julij 1461.
Njegovo vladavino je zaznamovala državljanske vojna s  Stjepanom Vukčićem Kosačo, poroka z njegovo hčerko Katarino in spori z  Đurđem Brankovićem in Turki. Bil je edini bosanski vladar, ki je preganjal pripadnike drugih verstev, natančneje bosanske kristjane, katerim je pred prihodom na prestol tudi sam pripadal.

## Poreklo
Štefan Tomaš je bil nezakonski sin bosanskega kralja Štefana Ostoje. Imel je nezakonskega polbrata, kralja Štefana Ostojića, ki je umrl leta 1422, in starejšega, tudi nezakonskega brata Radivoja, ki se je s Tvrtkom II. neuspešno boril za bosansko krono. Štefan Tomaš je bil vzgojen kot kristjan avtohtone bosanske cerkve, ker je bil tak tudi njegov oče.

## Vladanje

### Državljanska vojna
Novembra 1443 je umrl Tomašev stric, kralj Tvrtko II., ki ni imel potomcev. Umirajoči kralj je za svojega naslednika verjetno proglasil Tomaša, da na prestol ne bi prišel osovraženi Radivoj Ostojić. Tvrtkovo odločitev je potrdil tudi bosanski  stanak (državni zbor) in ga uradno potrdil za kralja. Prenos oblasti je potekel relativno gladko. 
Stanak je Tomaša podprl verjetno zato, ker bi po Tvrtkovem sporazumu o nasledstvu iz leta 1427 bosanski kralji morali postati sorodniki Kotromanićev grofje Celjski. Poudariti je treba, da je stanak odkrito nasprotoval prihodu Celjskih na bosanski prestol. Z izborom se ni strinjal vojvoda Stjepan Vukčić Kosača in takoj podprl Tomaševega brata Radivoja, ki je takrat živel na Kosačevem dvoru in katerega je od leta 1432 do 1435 v borbi za prestol podpiralo tudi Osmansko cesarstvo. Istočasno je papež Evgen IV. načrtoval veliko protiofenzivo proti Turkom in poslal svoje odposlance k Tomašu in Kosači. Izkazalo se je, da zaradi državljanske vojne protiofenziva ni mogoča.  Kralj Štefan Tomaš se je odločil, da se bo vojskoval tako proti Tomašu kot proti Turkom. Maja 1444 je pregnal Turke iz Srebrenice in junija istega leta Tomaša iz zahodnega Huma.
Tomaša je takoj podprl vojvoda Ivaniš Pavlović, za kralja pa ga je priznal tudi János Hunyadi, regent ogrskega kralja Ladislava Posmrtnega. Hunyadi mu kljub priznanju ni poslal svoje vojske. Vojske mu ni poslal niti novi zaveznik, neapeljskikralj Alfonz. Nasprotni strani je na pomoč prišel srbski despot Đurađ Branković, ki je kmalu zatem osvojil Srebrenico.

### Pokatoličevanje in pomiritev s Kosačo
Tomaš se je okrog leta 1445 spreobrnil v katoliško vero in papež Evgen IV. je 29. maja 1445 objalil listino, s katero ga je priznal za kralja Bosne in ga legitimiral kot zakonskega sina kralja Ostoje. Z istim dokumentom je razveljavil Tomašev zakon z bogomilko Vojačo, s katero je imel prvorojenca Štefana Tomaševića. Na začetku naslednjega leta je končno sklenil mir s Kosačo, ki ga je priznal za bosanskega kralja. Mir so potrdili s Tomaševo poroko s Kosačevo hčerko Katarino po katoliškem obredu na praznik Vstajenja 26. maja 1446 v Milodražu pri Fojnici. Katarina se je morala pred poroko spreobrniti v katoliško vero.
Številni bosanski veljaki so se pod Tomaševim in papeževim vplivom začeli zanimati za katolištvo. Med njimi sta bila tudi Juraj Vojsalić, ki se je spreobrnil in se leta 1449  vrnil v bogomilstvo, in Tomašev tast Kosača, ki se ni spreobrnil. Razlogi so bili predvsem politični, ker so vsi pričakovali pomoč katoliškega Zahoda v borbah s Turki. 
Kralj Tomaš in kraljica Katarina sta v Bosni zgradila veliko rimskokatoliških cerkva in utrdila veliko bosanskih mest, zlasti Vranduk. V Vranduku sta pod trdnjavo zgradila cerkev svojega zaščitnika sv. Tomaža, za katero sta od papeža dobila posebne ugodnosti. 

### Spori s Srbijo
Osmanskemu cesarstvu ni ustrezalo sklepanje miru med kraljem in vojvodo, ker so upali, da bodo spori med njima razjedli Bosansko kraljestvo. Frančiškani, ki so medtem okrepili svoj položaj v Bosni, so kralja zatožili rimski kuriji, da je obdržal dobre odnose z bogomili. Papež je od Tomaša takoj zahteval, da »z mečem, ognjem in smrtjo izkorenini grozno manihejsko herezo«. Če tega ne bo storil ga bo imel za »sokrivca njihovega izdajstva«. Papež je enaki zahtevi poslal tudi hercegu Stjepanu in vojvodi Ivanišu Pavloviću. Pritiski iz Rima so oslabili kraljev položaj in nekateri velikaši so se povsem ločili od njega. Ko so Turki marca 1448 vdrli v Bosno, je bilo kraljestvo skoraj povsem razdvojeno. Nezadovoljen je bil tudi Đurađ Branković, ki se je s Kosačevo pomočjo s Tomašem spopadal za oblast v bogatem rudarkem mestu Srebrenica. Stjepan se je še isto leto odrekel vojvodskemu naslovu, verjetno zato, da bi popravil odnose s Turki. Privzel je naziv herceg, da bi naredil vtis, da je njegova država neodvisna od Bosanskega kraljestva.

### Zavezništvo z Ogrsko
Po njegovi odcepitvi od Bosne in odrekanju vojvode Ivaniša Pavlovića, da bi prestopil v katolištvo, se je Tomaš počutil osamljenega. Naslonil se je lahko samo na Ogrsko in transilvanskega vojvodo Janosa Hunyadija. Slednji mu je leta 1449 v prisotnosti papeževega legata obljubil pomoč pod pogojem, da se začne odločno boriti proti heretikom. Kralj ni imel druge izbire in je leta 1450 začel na veliko preganjati bogomile. Številni pripadniki Crkve bosanske so zaradi strahu pred popolnim uničenjem skupaj s svojimi starešinami zbežali v državo hercega Stjepana, kjer so dobili pomoč in zaščito. Papež je hercega Stjepana zaradi ščitenja heretikov ostro obsodil, on pa se na to ni oziral.

### Osmanska osvajanja
Osmani so leta 1455 osvojili velike dele Srbskega despotata, s čimer je postala Bosna še bolj izpostavljena napadom Osmanskega cesarstva. Po oblaganju Smedereva in Beograda leta 1456 in smrti Janosa Hunyadija je Tomaš začel iskati podporo na zahodu. V Bosni je zaradi mogočega vpada Osmanov zavladala panika. Tomaš se je v enem od pisem pritoževal Benetkam, da ga sultan Mehmed II. stalno izsiljuje in zahteva, da mu »preda štiri mesta, da bi laže osvojil preostali del Bosne«.
Tomaš je sultanovo zahtevo odbil, zato so napadi Turkov postali vedno bolj pogosti. Sultan ni bil zadovoljen niti z davkom, ki mu ga je plačevala Bosna. Tomaš je leta 1457 papeževemu legatu izjavil, da je v zadnjih štirih letih Osmanskemu cesarstvu plačal 160.000 dukatov davka, sultan pa še vedno ni bil zadovoljen in mu je še naprej pretil. Na zahodu se na njegova opozorila, da Bosna bolj kot kdaj koli prej potrebuje pomoč, nihče ni zmenil. Ogrska je sicer bila njegova zaveznica, vendar je bila sama preobremenjena z notranjimi problemi. Benečani so branili svoje gospodarske interese in prepovedali, da se v Dalmaciji zbira denar za bosansko vojsko. Papež Tomašu ni niti mogel niti želel pomagati, zato Tomaš ni imel nobene druge možnosti, kot da sultanu še naprej plačuje davek.

### Zadnja leta vladanja
Leta 1456 je umrl srbski despot  Đurađ, ki je imel slabe odnose s Tomašem, vendar je na vzhodu branil Bosno. Nasledil ga je sin Lazar Branković, ki že je januarja 1458 umrl. Po njegovi smrti ni bilo v Srbiji nikogar, ki bi ga lahko nasledil, razen slepega Stefana Brankovića, ki je vladal začasno.
Štefan Tomaš je začel razmišljati, da bi sam zavladal v Srbiji, tako da bi se njegov sin poročil z najstarejšo hčerko despota Lazarja, katero je Lazarjeva vdova Jelena Palelogina nameravala poročiti. Tomaš je izkoristil nemoč Srbije in osvojil enajst mest ob Drini, vključno s Srebrenico. 14. oktobra 1458 je logotetu smederevskega dvora Stefanu Račkoviću izdal listino, s katero mu je podelil nekaj vasi, kar pomeni, da se je že imel za srbskega vladarja. Januarja 1459 je odšel v Szeged, da bi dobil soglasje ogrskega dvora za poroko svojega sina Štefana Tomaševića s kneginjo Jeleno Branković. Ko so Turki izvedeli za ogrsko soglasje, so začeli 29. januarja oblegati Bobovac in Vranduk, vendar ju niso osvojili. Princ Štefan Tomašević je pobegnil iz Bobovca v Smederevo. Kralj Tomaš je 31. januarja prišel v Jajce. 
Štefan Tomašević je marca 1459 prevzel dolžnosti srbskega despota, vendar je že junija istega leta Smederevo predal Turkom. Treba je poudariti, da so bogomili obtoževali Tomaša in njegovega sina za padec Smedereva, po drugi strani pa omeniti, da je Štefan pisno obvestil vse evropske vladarje, da bo predal Smederevo, če ne bo dobil njihove vojaške pomoči. Na pomoč mu je prišel samo odred ogrske vojske s 300 konjeniki.
Po osmanski osvojitvi Srbije je bila Bosna izpostavljena napadu Osmanskega cesarstva. Sultan Mehmed II. je že januarja od Tomaša zahteval dovoljenje za prost prehod njegove vojske skozi Bosno za napad na Slavonijo. Tomaš je prehod dovolil, Osmani pa so mimogrede osvojili Zvornik, Srebrenico, Soli in del Usore. Novembra 1459 so napadli tudi hercega Stjepana, požgali samostan Mileševa in vznemirili celo regijo. Benečani so 5. februarja 1461 v Bosno poslali svojo delegacijo, ki je uspela zbližati Tomaša in hercega Stjepana in ju uskladiti. Po teh dogodkih je papež Pij II. objavil bulo za  križarsko vojno, če bi Turki napadli Bosno in Kosačo. 
Treba je omeniti, da je imel Tomaš slabe odnose tudi s hrvaškim banom Pavlom Sperančićem, ki je imel nalogo, da v imenu ogrskega kralja Matije Korvina zaustavi osmansko prodiranje na Hrvaško in v Dalmacijo.

### Preganjanje bogomilov
Ko so začeli Turki vedno bolj pritiskati na Bosansko kraljestvo, je Tomaš zaprosil za pomoč papeža Pija II.. Papež je pomoč zavrnil, dokler Tomaš ne začne ukrepati proti številnim heretikom – bogomilom v svojem kraljestvu. Tomaša so obtoževali tudi Ogri, češ da so Bosanci slabi kristjani in da so Smederevo predali Turkom. Kralj se je zaradi pritiskov odločil za nekaj, česar ni dotlej storil še noben bosanski vladar: začel je preganjati bogomile. Vsi prejšnji bosanski vladarji so kljub temu, da so bili uradno katoliki, tolerirali pripadnike drugih veroizpovedi na svojem ozemlju. Tomaš je leta 1459 dal bogomilom na izbiro spreobrnitev v katolištvo ali izgon. Veliko bogomilov se je pred pregonom zateklo v vojvodino Tomaševega tasta. Kralj je po izgonu zaplenil njihovo premoženje.

## Smrt
Kralj Štefan Tomaš je nepričakovano umrl 10. julija 1461. Legenda pravi, da sta ga ubila njegov brat Radivoj in sin Štefan Tomašević, vendar za to ni nobenega trdnega dokaza. Pokopan je v kraljevem mavzoleju na Bobovcu. Antropolog Živko Mikić  je po pregledu njegovih zob zaključil, da je bil ob smrti star okrog petdeset let.
Na bosanskem prestolu ga je nasledil sin Štefan Tomašević.

## Družina
Štefan Tomaš se je pred prihodom na prestol po bogomilskem obredu - običaju domovine, poročil z bogomilko Vojačo, ki ni bila iz plemiške družine. S poroko se je obvezal, da ji bo zvest, dokler bo »dobra in zvesta«. Papež je 29. maja 1445  njun zakon razveljavil. Z Vojačo je imel dva sinova:
- Štefana Tomaševića (* ?, † junij 1463), kasnejšega bosanskega kralja, ki ni imel znanih otrok, in
- sina neznanega imena.

Na dan Vstajenja, 26. maja 1446, se je Tomaš v Milodražu pri Fojnici poroćil s Katarino Vukčić Kosača, hčerko hercega Stjepana Vukčića Kosače in Jelene Balšić. Z njo je imel dva znana otroka:
- Sigismunda Tomaševića, kasneje znanega pod imenom Ishak-beg Kraljević, in
- Katarino Tomašević.

Na otoku Mljetu je pri oltarju sv. Marije plošča, na kateri piše, da je tam pokopan sin kralja Štefana Tomaša (latinsko hic requiescit filius Tomasci regis Bosnae). Stari zapisi pravijo, da je tam pokopan Tomašev drugi sin, ki je z mačeho, kraljico Katarino, odšel na romanje na Mljet in tam umrl.